# Ư
Ư, ư (U с рожком) — буква расширенной латиницы, используемая во вьетнамском и джарайском языках.

## Использование
Является 26-й буквой вьетнамского латинского алфавита (куокнгы), где обозначает звук [ɨ] или [ɯ]. При наличии у слога с этой буквой какого-либо тона, кроме первого, над ней ставится дополнительный диакритический знак, обозначающий тон, в результате чего образуется буква U с двумя диакритическими знаками (Ứứ Ừừ Ữữ Ửử Ựự).
Используется в джарайском языке для обозначения звука [ɯ]. В джарайском также используется буква Ư̆ ư̆, обозначающая краткий гласный [ɯ̆] или глоттализованный [ɯʔ] (на конце слова).